# میشل فایفر
میشل ماری فایفر (انگلیسی: Michelle Marie Pfeiffer؛ زادهٔ ۲۹ آوریل ۱۹۵۸) بازیگر آمریکایی است. او به‌عنوان یکی از پرکارترین بازیگران زن در دههٔ ۱۹۸۰ و ۱۹۹۰ شناخته شده‌است و جوایز مختلفی شامل یک جایزهٔ گلدن گلوب و یک جایزهٔ فیلم بفتا دریافت کرده و به علاوه نامزد دریافت سه جایزهٔ اسکار و یک جایزهٔ امی ساعات پربیننده بوده‌است.
فایفر پیش از اینکه تصمیم بگیرد بازیگری را دنبال کند به‌طور مختصر به مطالعهٔ تندنویسی گزارش دادگاه پرداخت. او درحالی که فعالیتش را در سال ۱۹۷۸ با حضور کوتاه در تلویزیون و سینما آغاز کرد، به اولین نقش اصلی خود در گریس ۲ (۱۹۸۲) رسید که از نظر انتقادی و تجاری ضعیف بود. او از نقش‌هایش که معمولاً زنان جذاب را به تصویر می‌کشید ناراضی بود و فعالانه به دنبال آثار چالش برانگیزتر بود که نقش برجسته‌اش را در صورت‌زخمی (۱۹۸۳) به دست آورد. او با ایفای نقش در جادوگران ایست‌ویک (۱۹۸۷) و ازدواج با گروه تبهکاران (۱۹۸۸) به موفقیت بیشتری دست یافت و برای فیلم دوم نامزد دریافت جایزهٔ گلدن گلوب شد. نقش‌آفرینی او در روابط خطرناک (۱۹۸۸) و بیکرهای شگفت‌انگیز (۱۹۸۹) برایش دو نامزدی پیاپی جایزهٔ اسکار را به همراه داشت که برای فیلم دوم جایزهٔ گلدن گلوب بهترین بازیگر زن را کسب کرد.
فایفر در دههٔ ۱۹۹۰ خودش را به‌عنوان یکی از بازیگران زن نقش اول هالیوود مطرح کرد و یکی از دریافت‌کنندگان بیشترین دستمزد در میان بازیگران زن بود. او در سال ۱۹۹۲ نقش سلینا کایل / کت‌ومن را در فیلم ابرقهرمانی بازگشت بتمن ایفا کرد و برای نقش‌آفرینی در درام لاو فیلد نامزد دریافت جایزهٔ اسکار شد. سپس در فیلم عاشقانهٔ عصر معصومیت (۱۹۹۳) و درام ذهن‌های خطرناک (۱۹۹۵) ایفای نقش کرد. او با اولویت دادن به خانواده در حال رشد، در اواخر دههٔ و اوایل دههٔ ۲۰۰۰ گهگاه به فعالیت در فیلم‌ها ادامه می‌داد. او در سال ۲۰۰۷ با ایفای نقش‌های شرور در فیلم‌های پرفروش اسپری مو و گرد ستاره به بازیگری بازگشت. فایفر پس از وقفه‌ای دیگر، در سال ۲۰۱۷ با بازی در مادر! و قتل در قطار سریع‌السیر شرق به فعالیتش بازگشت و برای نقش‌آفرینی در جادوگر دروغ‌ها نامزد دریافت جایزهٔ امی ساعات پربیننده شد. او نقش جنت ون داین / واسپ را در فیلم ابرقهرمانی مرد مورچه‌ای و زنبورک (۲۰۱۸) ایفا کرد و برای بازی در کمدی-درام خروج فرانسه (۲۰۲۰) نامزد دریافت جایزهٔ گلدن گلوب شد.
فایفر برای چهار دهه یکی از پول‌سازترین بازیگران زن هالیوود بوده‌است. او که یکی از نمادهای جذابیت در نظر گرفته می‌شود، از سوی چندین نشریه به عنوان یکی از زیباترین زنان جهان معرفی شده‌است.

## زندگی
فایفر در سانتا آنا در ایالت کالیفرنیا به دنیا آمد و دومین فرزند از چهار فرزند ریچارد فایفر و دونا بود. پدرش پیمانکار و مادرش خانه‌دار بود. وی دارای یک برادر بزرگتر به نام ریک و دو خواهر کوچکتر بنام‌های دیدی و لوری است که هر دو بازیگر هستند. پدر میشل اصلیتی از آلمان - هلند - ایرلند دارد و مادرش سوئدی سوئیسی است. خانواده فایفر به مدوی کالیفرنیا نقل مکان کردند و میشل دوران کودکی خود را در آنجا سپری کرد. وی در دبیرستان Fountain Valley High School درس خواند و بعد از سه سال فارغ‌التحصیل شد در ان زمان وی در سوپر مارکت Vons کار می‌کرد. وی سپس به کالج Golden West College رفت و تصمیم گرفت تا وارد حرفهٔ بازیگری شود. در مراسم دختر شایسته شهر خود شرکت کرد و برنده آن مسابقه شد و سپس به لوس انجلس رفت و کار خود را با بازی در تبلیغات آغاز کرد.

## حرفه بازیگری
فایفر ابتدا در سریال‌هایی چون «جزیره شگفت‌انگیز»، «خانه دلتا» و «گربه‌های بد» و همچنین نقش کوتاهی در فیلمی با نام «شکستی دوباره در عشق» بازی کرد. فیلم‌های بعدی فایفر چون «شوالیه تاریکی» نیز موفقیت چندانی برای فایفر به ارمغان نیاورده بودند. درحالی‌که درس بازیگری می‌خواند، در فیلم‌های تلویزیونی چون «بچه‌هایی که کسی نمیخوادشون» بازی کرد تا اینکه اولین نقش اول خودش رو با بازی در قسمت دوم فیلم «گریسی» به‌دست آورد. هر چند فیلم در گیشه موفق نبود، اما فایفر جوان مورد تشویق برخی منتقدان سینمایی قرار گرفتند چون نوشته‌ای که در مجله نیویورک تایمز چاپ شده بود و گفته بود «خانم فایفر با وجود آنکه بازیگر تازه کاریست، اما بهتر از سایر بازیگران فیلم نقش خود را بازی کرده‌است». بعدها نماینده فایفر اعلام کرد که فایفر بدین دلیل در فیلم بازی کرده‌است که هیچ پیشنهاد دیگری نداشته‌است و کسی قصد نداشته تا از وی در فیلمش استفاده کند.

## آغاز موفقیت

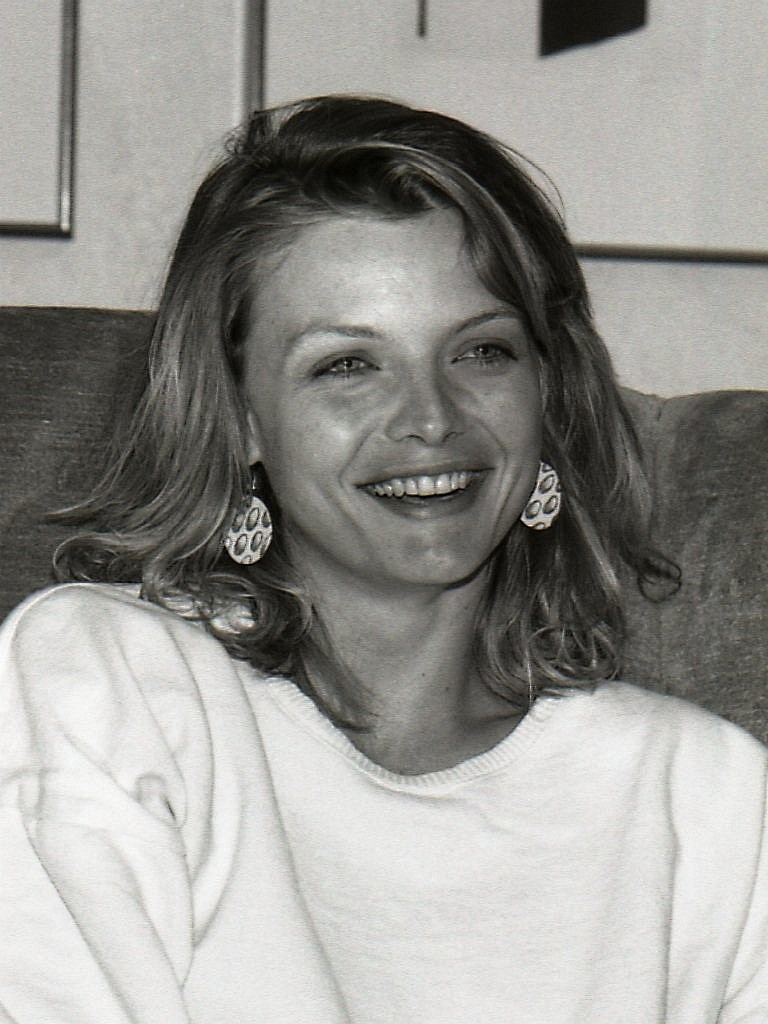
میشل فایفر ۱۹۸۵

برایان دی پالما، کارگردان فیلم صورت‌زخمی، فیلم گریس ۲ را مشاهده کرد و تصمیم گرفت تا از فایفر در فیلم خود استفاده کند. اکثر منتقدان فیلم را بیش از اندازه خشونت بار می‌دانستند اما فیلم در گیشه کاملاً موفق بود. بازی فایفر در فیلم نیز توسط اکثر منتقدان، مثبت ارزیابی شده؛ مثلاً ریچارد کورلیس در مجله تایمز دربارهٔ بازی فایفر نوشت «اکثر بازیگران بزرگ خوب هستند اما فایفر از بقیه بهتر است».
پس از این فیلم وی در فیلم‌هایی چون «در شب» (۱۹۸۵)، «آزادی شیرین» (۱۹۸۶) و «زنان آمازون در ماه» (۱۹۸۶) بازی کرد که این فیلم‌ها در گیشه هر چند موفق نبودند اما کمک بزرگی به فایفر کردند. وی سرانجام در فیلم «ساحران شرقی» بود که توانست بازی در یک فیلم پرفروش را تجربه کند. در این فیلم علاوه بر وی، جک نیکلسون، شر و سوسان ساراندون بازی می‌کردند.

## تحسین منتقدان

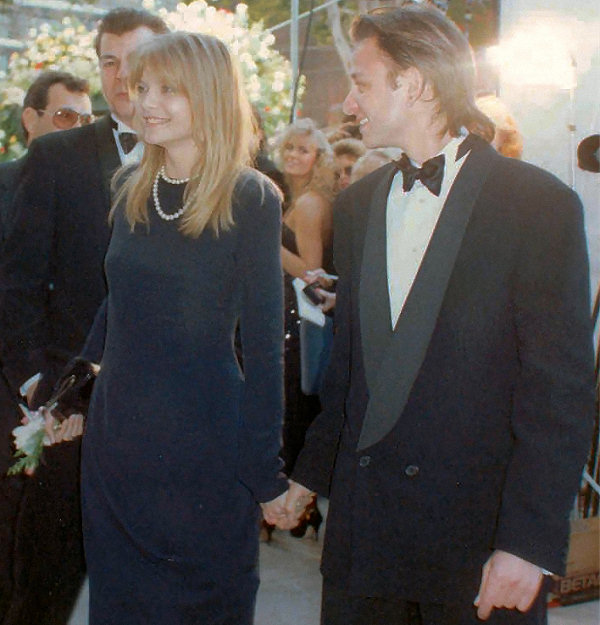
میشل فایفر در مراسم اسکار سال ۱۹۹۰

فایفر به عنوان نقش اول زن فیلم "ازدواج با اوباش" (۱۹۸۸) انتخاب شد. وی لهجه بروکلینی را برای بازی در این فیلم یادگرفت و توانست برای اولین بار، نامزد جایزه گلدن گلوب شود که این آغازی بود بر ۵ نامزدی و ۱ بار برنده شدن جایزه گلدن گلوب ان هم به صورت متوالی (بین سال‌های ۱۹۸۹ تا ۱۹۹۴). پس از آن میشل در فیلم "طلوع تکیلا" (۱۹۸۸) به بازی در کنار بازیگرانی چون "مل گیبسون و کرت راسل پرداخت. جالب ان بود که فایفر و رابرت دان، کارگردان اثر، با هم اختلاف‌های زیادی داشتند و بعدها دان اعلام کرد که فایفر "سخت ترین" بازیگری است که وی با آن کار کرده‌است.
در سال بعد، فایفر در فیلم «روابط نامشروع» همبازی گلن کلوز و جان مالکوویچ شد. بازی فراتر از حد فایفر در این فیلم، برگ برنده وی بود. اکثر کارشناسان بازی وی را در فیلم ستودند. وی برای این فیلم نامزد جایزه‌های اسکار و گلدن گلوب بهتری بازیگر نقش مکمل زن شد و توانست جایزه بفتا در همین بخش را به‌دست بیاورد.
در سال ۱۹۸۹ فایفر بازی در فیلم بیکرهای شگفت‌انگیز را قبول کرد و همبازی بازیگرانی چون جف بریجز شد. وی برای بازی در این فیلم، آموزش خوانندگی دید و تمام قسمت‌های شخصیت خود در فیلم را که نیاز به خوانندگی داشت را خود بازی کرد و در فیلم خواند. فیلم در گیشه فروش متوسطی داشت اما بازی فایفر بازهم تحسین همگان رو برانگیخت. راجر ایبرت بازی فایفر را در فیلم ستود و این فیلم را سندی برای آیندگان خواند که هر وقت خواستند ببینند فایفر چرا بزرگ شده‌است؛ از آن استفاده خواهند کرد. در طی سال‌های ۸۹ تا ۹۰، فایفر تمام جوایز را در جشنواره‌های مختلف در رشته بهترین بازیگر نقش اول زن کسب کرد. در مراسم اسکار هم در شرایطی که همه انتظار داشتن وی جایزه را کسب کند، جایزه به «جسیکا تندی» رسید که یکی از شوک‌های عجیب آن مراسم اسکار بود. به جز اسکار، تنها یک جایزه دیگر بود که جایزه بهترین بازیگر نقش اولش به فایفر نرسید در آن سال و آن هم بفتا بود که آن نیز به تندی رسید.

## اواسط کار
فایفر بازی در فیلم‌های موفقش را بازی در چند فیلم دیگر ادامه داد و جالب آنکه فیلم‌ها و نقش‌های بسیار بزرگی را نیز رد کرد! در سال ۱۹۹۰ وی در بازسازی شده «خانه روسی» به بازی در کنار شون کانری پرداخت. فایفر که سابقه یادگیری لهجه را قبلاً داشت، برای بازی در این فیلم نیز زبان روسی را فرا گرفت. برای این فیلم نیز فایفر برای سومین سال پیاپی نامزد گلدن گلوب شد که اینبار نتوانست جایزه را کسب کند. در ادامه وی در سال ۱۹۹۱ در فیلم «فرانکی و جانی» همبازی بازیگر بزرگی چون آل پاچینو شد که این دومین همکاری این دو پس از صورت‌زخمی بود. بازی دو بازیگر در فیلم کاملاً درخشان بود. اکثر منتقدان باز هم بازی فایفر را کامل خواندند. خود فایفر نیز اعلام کرد که به این دلیل در این نسخه بازسازی شده بازی کرده که مردم انتظار چنین فیلمی را از وی نداشتند. بازی در این فیلم، چهارمین نامزدی گلدن گلوب را برای فایفر -که دیگر یکی از ستارگان زن آن روزهای هالیوود شده بود- رقم زد.
میشل برای بازی در فیلم «محدوده عشق» در سال ۱۹۹۲، برای سومین بار نامزد جایزه اسکار شد. همچنین برای ۵مین بار پیاپی نامزد جایزه گلدن گلوب. فیلم به دلیل مشکلات مالی کمپانی ساخت، برای مدتی نمایشش به تأخیر افتاد و سرانجام در اواخر همان سال نمایش داده شد که زمان خوبی برای مراسم اسکار بود. در مقاله‌ای در نیویورک تایمز دربارهٔ این بازی از فایفر، آمده بود که «فایفر بار دیگر نشان داد که همان اندازه که زیباست، بازیگر شگفت‌انگیزی است». وی برای بازیش در این فیلم، جایزه خرس نقره‌ای را از جشنواره فیلم برلین کسب کرد.
در همین سال فایفر در نقش «زن گربه ای» و در نسخه جدید سری فیلم‌های بتمن با نام «بازگشت بتمن» ساخته تیم برتون به ایفای نقش در کنار مایکل کیتون پرداخت. وی برای بازی در این فیلم، آموزش هنرهای رزمی و کیک بوکسینگ دید. یکی از همبازی‌های وی در فیلم نیز در این باره گفته بود «مایکل (بتمن) در این فیلم ۴ بار از بدلکار استفاده کرد اما فایفر در تمام صحنه‌ها خودش بازی کرد و از بدلکار استفاده نکرد».
در ادامه و در سال ۱۹۹۳ در ساخته جدید مارتین اسکورسیزی که بازسازی فیلمی قدیمی تر بود به نام «عصر معصومیت»، همبازی دانیل دی-لوئیس و وینونا رایدر شد. بازی در این فیلم، آخرین نامزدی گلدن گلوب را برای وی رقم زد تا وی رکورد ۶ سال نامزدی پیاپی در گلدن گلوب را برای خود ثبت کند.
پس از بازی در «عصر معصومیت»، وی برای بار دوم همبازی جک نیکلسون شد و اینبار در فیلم گرگ در سال ۱۹۹۴. فیلم که در ژانر ترسناک بود، با نقدهای مثبتی رو به شد. فیلم بعدی فایفر، فیلم «ذهن‌های نامشروع» بود که وی در نقش معلم دبیرستانی که سابقاً عضو نیروی دریایی آمریکا بوده‌است بازی کرد که فیلم در گیشه بسیار موفق بود. سپس در فیلم «از نزدیک و شخصی» (۱۹۹۶) به بازی پرداخت. رابرت ردفورد دیگر بازیگر فیلم بود و فیلم‌نامه کار بر اساس زندگی جسیکا ساویچ نوشته شد هرچند وقتی فیلم ساخته شد، کمتر ارتباطی با شخصیت ساویچ داشت که باعث ایجاد درگیری ۸ ساله بین نویسنده رمان و کمپانی فیلمسازی شد.
سپس در فیلم «جیلیان در جشن تولد ۳۷ سالگیش» به بازی در جیلیان پرداخت هر چند که شخصیت اصلی فیلم نبود. وی در این فیلم، همبازی کلیر دانس شده بود. در فیلم «یک روز خوب» همبازی جرج کلونی شد و سپس در «هزار هکتار» (۱۹۹۷) و فیلم «در اعماق اقیانوس» (۱۹۹۸) به بازی پرداخت. سپس در «رؤیای نیمه شب تابستان» (۱۹۹۹) و در همان سال، در «داستان ما» (۱۹۹۹) به بازی پرداخت که در «داستان ما» همبازی بروس ویلیس شد.
فیلم بعدی فایفر، چه دروغی پنهان است بود که محصول سال ۲۰۰۰ بود و وی در این فیلم در کنار هریسون فورد به بازی پرداخت که فیلم در گیشه کاملاً موفق بود و در هفته اول نمایش خود، پرفروش‌ترین شد. سپس وی به بازی در فیلم من سم هستم به بازی پرداخت که همبازی وی در این فیلم، شون پن بود که برای این فیلم، نامزد اسکار شد. در سال ۲۰۰۲ در «اولندر سفید» به بازی در کنار آلیسون لوهمان و رنی زلوگر پرداخت که فیلم تحسین منتقدان را برای فایفر به همراه داشت و وی برای بازیش در این فیلم برنده چند جایزه مختلف سینمایی شد. در مقاله‌ای در روزنامه نیویورک تایمز آمده بود که این بهترین اجرای میشل فایفر در دوران سینمایی خود است.
فایفر همچنین در دو انیمیشن شاهزاده مصر (۱۹۹۸) و سندباد: افسانه هفت دریا (۲۰۰۳) به صدا پیشگی پرداخت.

## برگشت به سینما
پس از چهار سال استراحت که باعث دور شدن از عموم و برای گذراندن وقت بیشتر با خانواده و فرزندان اتفاق افتاده بود، در سال ۲۰۰۷ وی با دو فیلم بسیار در گیشه موفق به سینما برگشت. فیلم‌های اسپری‌مو که وی در کنار جان تراولتا و کریستوفر واکن به بازی پرداخت و سپس در نقش یک جادوگر در فیلم «گرد ستاره» که وی در این فیلم همبازی کلیر دانس و رابرت دنیرو شد.
سپس به بازی در فیلم "من هرگز نمیتونم زنت بشم" (۲۰۰۷) به بازی پرداخت و بعد از آن در فیلم "اثرات شخصی" (۲۰۰۹) در کنار اشتون کوچر به بازی پرداخت. بعد از ان دوباره با "استیون فریرز" و "کریستوفر همتون" (کارگردان و فیلمنامه‌نویس فیلم "روابط نامشروع) همکاری کرد و این بار در فیلم "شری" (۲۰۰۹). فیلم با تحسین منتقدان رو به رو شد و در مراسم‌های مختلف، نامزد یا برنده می‌شد و بازی فایفر با تحسین مجدد منتقدان همراه شد. راجر ایبرت دربارهٔ بازی فایفر گفته بود که"اینکه چگونه فایفر صدا و چهره خود را کنترل می‌کند، شگفت‌انگیز است".

## فیلم‌شناسی
| سال  | نام فیلم                              | نقش                                 | توضیحات |
| ---- | ------------------------------------- | ----------------------------------- | --- |
| ۱۹۸۰ | شوالیه‌های هالیوود                     | سوزی                                | |
| ۱۹۸۰ | دوباره عاشق شدن                       | سو                                  | |
| ۱۹۸۱ | چارلی چان و نفرین ملکه اژدها          | کوردلیا                             | |
| ۱۹۸۲ | گریس ۲                                | استفانی                             | نامزد بهترین بازیگر جوان                                                                                                 |
| ۱۹۸۳ | صورت‌زخمی                              | الویرا                              | |
| ۱۹۸۵ | در دل شب                              | دیانا                               | |
| ۱۹۸۵ | بانو شاهین                            | ایزابئو                             | |
| ۱۹۸۶ | آزادی شیرین                           | فیت                                 | |
| ۱۹۸۷ | جادوگران ایست‌ویک                      | سوکی                                | |
| ۱۹۸۷ | زنان آمازون در ماه                    | برندا                               | |
| ۱۹۸۸ | ازدواج با گروه تبهکاران               | آنجلا                               | نامزد بهترین بازیگ نقش مکمل زن گلدن گلوب                                                                                 |
| ۱۹۸۸ | طلوع تکیلا                            | جو ان                               | |
| ۱۹۸۸ | روابط خطرناک                          | ماری                                | جایزه بفتا بهترین بازیگر نقش مکمل زن نامزد اسکار بهترین بازیگر نقش مکمل زن                                               |
| ۱۹۸۹ | بیکرهای شگفت‌انگیز                     | سوزی                                | برنده جایزه بفتا بهترین بازیگر نقش اول زن نامزد اسکار بهترین بازیگر نقش مکمل زن جایزه گلدن گلوب بهترین بازیگر نقش اول زن |
| ۱۹۹۰ | خانه روسی                             | کاتیا                               | نامزد گلدن گلوب بهترین بازیگر نقش مکمل زن                                                                                |
| ۱۹۹۱ | فرانکی و جانی                         | فرانکی                              | نامزد گلدن گلوب بهترین بازیگر نقش مکمل زن                                                                                |
| ۱۹۹۲ | بازگشت بتمن                           | سلینا/زن گربه ای                    | نامزد MTV بهترین بوسه به همراه مایکل کیتون و نامزد جذابترین زن                                                           |
| ۱۹۹۲ | لاو فیلد                              | لورن                                | جایزه خرس نقره‌ای بهترین بازیگر زن نامزد اسکار بهترین بازیگر نقش اول زن نامزد جایزه گلدن گلوب بهترین بازیگر نقش اول زن    |
| ۱۹۹۳ | عصر معصومیت                           | الن                                 | نامزد گلدن گلوب بهترین بازیگر نقش اول زن                                                                                 |
| ۱۹۹۴ | گرگ                                   | لورا                                | |
| ۱۹۹۵ | ذهن‌های خطرناک                         | لوآن جانسون                         | نامزد MTV جذابترین زن |
| ۱۹۹۶ | خصوصی و شخصی                          | سالی                                | |
| ۱۹۹۶ | به جیلیان در جشن تولد ۳۷ سالگی‌اش      | جیلیان                              | |
| ۱۹۹۶ | یک روز خوب                            | ملانی                               | |
| ۱۹۹۷ | هزار هکتار                            | رز                                  | |
| ۱۹۹۸ | شاهزاده مصر                           | زیپورا                              | صداپیشه |
| ۱۹۹۹ | اندوهی به وسعت اقیانوس                | بت                                  | |
| ۱۹۹۹ | رویای نیمه شب تابستان                 | تیتانیا                             | |
| ۱۹۹۹ | داستان ما                             | کیتی                                | |
| ۲۰۰۰ | آنچه در زیر است                       | کلر                                 | |
| ۲۰۰۱ | من سم هستم                            | ریتا هریسون                         | |
| ۲۰۰۲ | اولئاندر سفید                         | اینگرید                             | |
| ۲۰۰۳ | سندباد: افسانه هفت دریا               | اریس                                | صدا پیشه |
| ۲۰۰۷ | گرد ستاره                             | لامیا                               | |
| ۲۰۰۷ | اسپری‌مو                               | ولما                                | |
| ۲۰۰۷ | من هرگز نمی‌تونم همسر تو باشم          | رزی                                 | |
| ۲۰۰۹ | تاثیرات شخصی                          | لیندا                               | |
| ۲۰۰۹ | چری                                   | لیا                                 | |
| ۲۰۱۲ | مردمی شبیه ما                         | لیلیان هاپر                         | |
| ۲۰۱۲ | سایه‌های سیاه                          | الیزابت کالینز                      | |
| ۲۰۱۳ | خانواده                               | Maggie Blake                        | |
| ۲۰۱۷ | کیرا کجاست؟                           | Kyra Johnson                        | |
| ۲۰۱۷ | مادر!                                 | Woman                               | |
| ۲۰۱۷ | قتل در قطار سریع‌السیر شرق             | Mrs. Caroline Hubbard / Linda Arden | |
| ۲۰۱۸ | جادوگر دروغ‌ها                         |                                     | |
| ۲۰۱۸ | مرد مورچه‌ای و زنبورک                  | جنت ون دین                          | |
| ۲۰۱۹ | انتقام‌جویان: آخر بازی                 | جنت ون دین                          | جنت ون دین |
| ۲۰۲۰ | مالیفیسنت ۲                           | Queen Ingrith                       | |
| ۲۰۲۰ | خروج فرانسه                           |                                     | |
| ۲۰۲۲ | مرد مورچه‌ای و زنبورک: شیدایی کوانتومی | جنت ون دین                          | |

### فیلم‌های رد شده
فایفر از آن دست بازیگرانیست که حداقل در دوران اوج خود، فرصت‌های شغلی بسیاری داشته‌اند اما از بازی در بسیاری از این فیلم‌ها خود داری کرده‌اند یا شخص دیگری به هر دلیلی جایشان را گرفته‌است. جالب انجاست که بعضی از این نقش‌ها برای بازیگرش یک اسکار به ارمغان اورده‌اند یا اینکه فیلم بسیار موفق بوده‌است!
برخی از مهم‌ترین این فیلم‌ها که فایفر بازی در آن‌ها را رد کرده یا شخص دیگری جانشین وی شده‌است در زیر آمده‌است. با نگاه به اسامی آنها، می‌توان به شرایط و محبوبیت فایفر در هالیوود و پیش کارگردانان هالیوود پی برد.
1. فیلم سکوت برره‌ها (۱۹۹۱) در نقشی که سرانجام به جودی فاستر رسید[۲۰]
2. فیلم تلما و لوییز (۱۹۹۱) در نقشی که سرانجام به سوزان ساراندون رسید[۲۰]
3. فیلم غریزه اصلی (۱۹۹۲) در نقشی که سرانجام به شارون استون رسید[۲۰]
4. فیلم افشاسازی (۱۹۹۴) در نقشی که سرانجام به دمی مور رسید[۲۰]
5. فیلم کازینو (۱۹۹۵) در نقشی که سرانجام به شارون استون رسید[۲۰]
6. فیلم اویتا (۱۹۹۶) در نقش اوا پرون که سرانجام به مدونا رسید[۲۰]
7. فیلم محرمانه لس‌آنجلس (۱۹۹۷) در نقشی که سرانجام به کیم باسینگر رسید[۲۰]
8. فیلم زن زیبا (۱۹۹۷) در نقشی که سرانجام به جولیا رابرتز رسید[۲۰]
9. فیلم گرفتاری دوطرفه (۱۹۹۹) در نقشی که سرانجام به اشلی جاد رسید[۲۰]
10. فیلم علاقه ذهنی (۲۰۰۰) در نقشی که سرانجام به دمی مور رسید[۲۰]
11. فیلم رودخانه مرموز (۲۰۰۲) در نقشی که سرانجام به مارسیا هاردن رسید[۲۰]
12. فیلم وقایع نگاری نارنیا (۲۰۰۵) در نقشی که سرانجام به تیلدا سوئینتون رسید[۲۰]
13. فیلم ماما میا! (۲۰۰۸) در نقشی که سرانجام به مریل استریپ رسید[۲۰]

## زندگی شخصی

### ازدواج

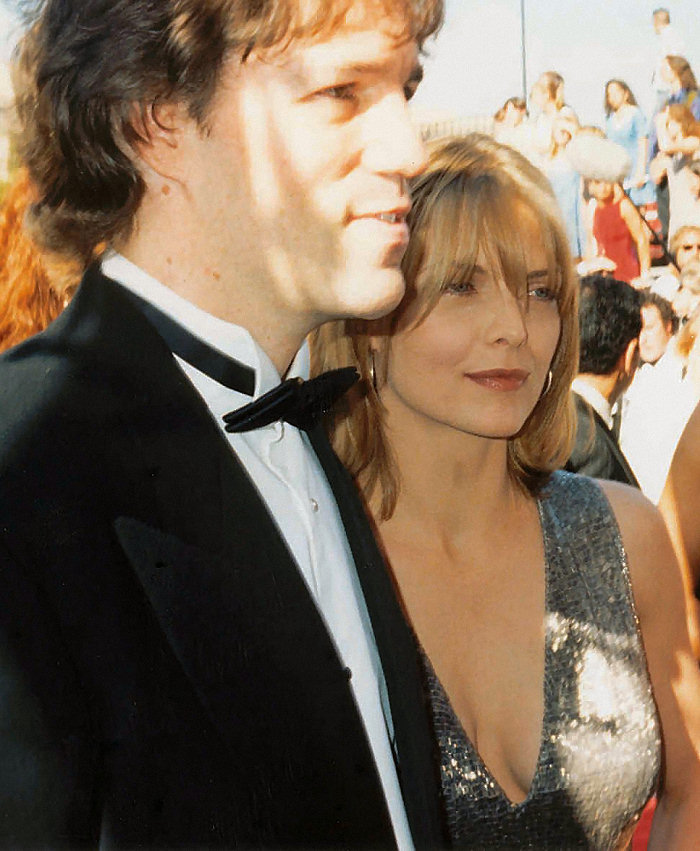
فایفر و همسرش در چهل و هفتمین مراسم امی در سال ۱۹۹۴

در شروع کار بازیگری، فایفر با پیتر هورتون در کلاس‌های بازیگری در لس آنجلس آشنا شد. آن‌ها درحالی‌که فایفر ۲۲ ساله بود با هم ازدواج کردند و در زمانی که در ماه عسل بودند، فایفر متوجه شد که برای نقش اصلی فیلم "گریسی ۲" انتخاب شده‌است. این دو در فیلم «زنان آمازون در ماه» هم همبازی هم شده بودند. به هر حال این دو در سال ۱۹۸۸ تصمیم به جدایی از هم گرفتند و دو سال بعد از هم جدا شدند. هورتون دلیل طلاق خود را توجه بیش از حد به سینما و دور شدن از زندگی زناشویی خود دانسته بود.
در سال ۱۹۹۳ فایفر با دیوید کلی که یک نویسنده و فیلم نامه‌نویس بود آشنا شد که البته فقط در حد صحبت بود. اما بعد از ۱ هفته آن دو به صورت جدی با هم آشنا شدند و سرانجام در نوامبر همان سال با هم ازدواج کردند که این ازدواج تاکنون دوام داشته‌است.

### فرزندان
فایفر و کلی دارای ۲ فرزند هستند. یکی دختری به نام کلودیا که به فرزند خواندگی قبول کردند. و دیگری یک پسر که برای خودشان است. البته دخترخوانده این دو را فایفر قبل از اینکه کلی را ببیند به فرزندی قبول کرده بود. این دختر فرزند پرستاری بود که توان بزرگ کردن بچه‌های خود را نداشت. کلودیا دقیقاً در روزی غسل تعمید شد که فایفر و کلی با هم ازدواج کردند. فایفر خیلی زود از کلی باردار شد و در اگوست ۱۹۹۴ پسری به نام جان را به دنیا آورد که این اتفاق ۹ ماه پس از به ازدواج این دو اتفاق افتاده بود.

### نکاتی جالب از زندگی سینمایی اش
- قبل از ورود به هالیوود، در مغازه لباس فروشی کار می‌کرده‌است.[۲۰]
- در ساعت ۸:۱۱ دقیقه صبح به دنیا آمده‌است.[۲۰]
- در فیلم‌های "گریسی ۲"، "افسانه پسران بیکر"، "شاهزاده مصر" و اسپری‌مو، با صدای خود خوانده‌است.[۲۰]
- مطالعه‌ای انجام شد تا مشخص شود کامل‌ترین و مناسب‌ترین چهره را از نظر اندازه‌های مشخص شده، چه کسی دارد. شخص مورد نظر کسی نبود جز میشل فایفر.[۲۰]
- وال کیلمر در وصف وی یک شعر نوشته‌است.
- در اولین نسخه از سری نسخه‌های «۵۰ فرد زیبای جهان» که در سال ۱۹۹۰ توسط مجله پیپل چاپ شد، وی اول شد و عکسش روی جلد رفت.[۲۷] همچنین دارای رکورد ۶ بار حضور در لیست ۵۰ فرد زیبا در یک دهه است (سال‌های ۱۹۹۰-۱۹۹۱-۱۹۹۲-۱۹۹۳-۱۹۹۶-۱۹۹۹). همچنین نخستین فردیست که عکسش دو بار بر روی جلدهای ویژه مجله پیپل رفته‌است (سال‌های ۱۹۹۰ و ۱۹۹۹).[۲۰]
- با چهار شخصی که تاکنون در نقش بتمن ظاهر شده‌اند، بازی کره است. ابتدا در فیلم "بازگشت بتمن" به بازی پرداخت که نقش بتمن را مایکل کیتون بازی می‌کرد. سپس در "مدرسه ویژه abc" به بازی در کنار وال کیلمر پرداخت که وی بعداً در نقش بتمن بازی کرد. در "یک روز خوب" همبازی جرج کلونی شد که قبلاً در نقش بتمن بازی کرده بود. سرانجام در رؤیای نیمه شب تابستان همبازی کریستین بیل شد که وی نیز آخرین شخصیتست که تاکنون در نقش بتمن بازی کرده‌است.[۲۸]
- بعد از بازی در «ساحران شرقی» با همبازی خود یعنی شر به دوستان بسیار صمیمی تبدیل شدند. همچنین با استیون اسپیلبرگ رابطه نزدیکی دارد.[۲۰] نیکول کیدمن، جرج کلونی، جک نیکلسون، جودی فاستر و مارتین اسکورسیزی دیگر افرادی هستند که با فایفر رابطه دوستان نزدیکی دارند.[۲۰]
- بنابر مصاحبه‌ای از وی با مجله پیپل، وی گفته بود که واقعاً دوست دارد تا با جودی دنش، کیت بلانشت و برد پیت همبازی شود. همچنین گفته‌است که دوست دارد تا در بازسازی «گریسی» در کنار جسیکا سیمپسون به بازی بپردازد.[۲۰]